# أكيرا تاناكا
أكيرا تاناكا (باليابانية: 田中章؛ بالكانا: たなか あきら) هو منافس ألعاب قوى ياباني، ولد في 10 مارس 1942.

## وصلات خارجية
- أكيرا تاناكا على موقع أوليمبيديا (الإنجليزية)